# Élections législatives de 1988 dans la Seine-Saint-Denis
Les élections législatives françaises de 1988  se déroulent les 5 et 12 juin 1988. Dans le département de la Seine-Saint-Denis, treize députés sont à élire dans le cadre de treize circonscriptions.

## Élus
| Circonscription | Député sortant        | Parti                 | Parti                 | Groupe                | Groupe                | Député élu ou réélu | Parti | Parti | Groupe | Groupe |
| --------------- | --------------------- | --------------------- | --------------------- | --------------------- | --------------------- | ------------------- | ----- | ----- | ------ | ------ |
| 1re             | Scrutin proportionnel | Scrutin proportionnel | Scrutin proportionnel | Scrutin proportionnel | Scrutin proportionnel | Gilbert Bonnemaison |       | PS    | SOC    |        |
| 2e              | Scrutin proportionnel | Scrutin proportionnel | Scrutin proportionnel | Scrutin proportionnel | Scrutin proportionnel | Marcelin Berthelot  |       | PCF   | COM    |        |
| 3e              | Scrutin proportionnel | Scrutin proportionnel | Scrutin proportionnel | Scrutin proportionnel | Scrutin proportionnel | Muguette Jacquaint  |       | PCF   | COM    |        |
| 4e              | Scrutin proportionnel | Scrutin proportionnel | Scrutin proportionnel | Scrutin proportionnel | Scrutin proportionnel | Louis Pierna        |       | PCF   | COM    |        |
| 5e              | Scrutin proportionnel | Scrutin proportionnel | Scrutin proportionnel | Scrutin proportionnel | Scrutin proportionnel | Jean-Claude Gayssot |       | PCF   | COM    |        |
| 6e              | Scrutin proportionnel | Scrutin proportionnel | Scrutin proportionnel | Scrutin proportionnel | Scrutin proportionnel | Claude Bartolone    |       | PS    | SOC    |        |
| 7e              | Scrutin proportionnel | Scrutin proportionnel | Scrutin proportionnel | Scrutin proportionnel | Scrutin proportionnel | Jean-Pierre Brard   |       | PCF   | COM    |        |
| 8e              | Scrutin proportionnel | Scrutin proportionnel | Scrutin proportionnel | Scrutin proportionnel | Scrutin proportionnel | Robert Pandraud     |       | RPR   | RPR    |        |
| 9e              | Scrutin proportionnel | Scrutin proportionnel | Scrutin proportionnel | Scrutin proportionnel | Scrutin proportionnel | Véronique Neiertz   |       | PS    | SOC    |        |
| 10e             | Scrutin proportionnel | Scrutin proportionnel | Scrutin proportionnel | Scrutin proportionnel | Scrutin proportionnel | Jacques Delhy       |       | PS    | SOC    |        |
| 11e             | Scrutin proportionnel | Scrutin proportionnel | Scrutin proportionnel | Scrutin proportionnel | Scrutin proportionnel | François Asensi     |       | PCF   | COM    |        |
| 12e             | Scrutin proportionnel | Scrutin proportionnel | Scrutin proportionnel | Scrutin proportionnel | Scrutin proportionnel | Éric Raoult         |       | RPR   | RPR    |        |
| 13e             | Scrutin proportionnel | Scrutin proportionnel | Scrutin proportionnel | Scrutin proportionnel | Scrutin proportionnel | Jacques Mahéas      |       | PS    | SOC    |        |

## Positionnement des partis
L'UDF et le RPR se présentent unis sous l'étiquette « Union du Rassemblement et du Centre » tandis que les candidats du Parti socialiste se rangent sous la bannière de la « Majorité présidentielle pour la France unie », slogan de la campagne présidentielle de François Mitterrand.

## Résultats

### Résultats à l'échelle du département
| Parti          | Parti                               | Premier tour | Premier tour | Second tour | Second tour | Sièges |
| Parti          | Parti                               | Voix         | %            | Voix        | %           | Sièges |
| -------------- | ----------------------------------- | ------------ | ------------ | ----------- | ----------- | ------ |
|                | Parti socialiste                    | 115 692      | 27,75        | 130 847     | 39,10       | 5      |
|                | Mouvement des radicaux de gauche    | 7 023        | 1,68         |             |             | 0      |
|                | La France unie                      | 122 715      | 29,43        | 130 847     | 39,10       | 5      |
|                |                                     |              |              |             |             |        |
|                | Rassemblement pour la République    | 60 700       | 14,56        | 87 655      | 26,20       | 2      |
|                | Union pour la démocratie française  | 30 553       | 7,33         | 10 446      | 3,12        | 0      |
|                | Divers droite                       | 17 945       | 4,30         |             |             | 0      |
|                | Union du Rassemblement et du Centre | 109 198      | 26,19        | 98 101      | 29,32       | 2      |
|                |                                     |              |              |             |             |        |
|                | Parti communiste français           | 111 534      | 26,75        | 105 675     | 31,58       | 6      |
|                | Front national                      | 65 706       | 15,76        |             |             | 0      |
|                | Divers écologiste                   | 5 970        | 1,43         | 0           |             |        |
|                | Extrême gauche                      | 1 168        | 0,28         | 0           |             |        |
|                | Parti ouvrier européen              | 527          | 0,13         | 0           |             |        |
|                | Divers                              | 128          | 0,03         | 0           |             |        |
|                |                                     |              |              |             |             |        |
| Inscrits       | Inscrits                            | 710 208      | 100,00       | 709 988     | 100,00      | 13     |
| Abstentions    | Abstentions                         | 286 989      | 40,41        | 322 516     | 45,43       |        |
| Votants        | Votants                             | 423 219      | 59,59        | 387 472     | 54,57       |        |
| Blancs et nuls | Blancs et nuls                      | 6 273        | 1,48         | 52 849      | 13,64       |        |
| Exprimés       | Exprimés                            | 416 946      | 98,52        | 334 623     | 86,36       |        |

### Résultats par circonscription

#### Première circonscription (Saint-Denis-Sud)
| Candidat       | Candidat                          | Parti          | Premier tour | Premier tour | Second tour | Second tour |  |
| Candidat       | Candidat                          | Parti          | Voix         | %            | Voix        | %           |  |
| -------------- | --------------------------------- | -------------- | ------------ | ------------ | ----------- | ----------- |  |
|                | Gilbert Bonnemaison sortant réélu | PS             | 11 445       | 37,78        | 16 970      | 100,00      |  |
|                | Paulette Fost                     | PCF            | 6 914        | 22,83        | Retrait     | Retrait     |  |
|                | Jean-Baptiste Angelini            | FN             | 5 346        | 17,65        |             |             |  |
|                | Philippe Borderie                 | diss. UDF      | 3 680        | 12,15        |             |             |  |
|                | Christine Chauvet                 | UDF (PR) (URC) | 2 688        | 8,87         |             |             |  |
|                | Cécile Desmas                     | POE            | 218          | 0,72         |             |             |  |
|                | Jean-Philippe Habas               | Divers droite  | 0            | 0            |             |             |  |
|                |                                   |                |              |              |             |             |  |
| Inscrits       | Inscrits                          | Inscrits       | 52 131       | 100,00       | 52 121      | 100,00      |  |
| Abstentions    | Abstentions                       | Abstentions    | 21 365       | 40,98        | 28 419      | 54,53       |  |
| Votants        | Votants                           | Votants        | 30 766       | 59,02        | 23 702      | 45,47       |  |
| Blancs et nuls | Blancs et nuls                    | Blancs et nuls | 475          | 1,54         | 6 732       | 28,4        |  |
| Exprimés       | Exprimés                          | Exprimés       | 30 291       | 98,46        | 16 970      | 71,6        |  |

#### Deuxième circonscription (Saint-Denis-Nord)
| Candidat       | Candidat               | Parti               | Premier tour | Premier tour | Second tour | Second tour |  |
| Candidat       | Candidat               | Parti               | Voix         | %            | Voix        | %           |  |
| -------------- | ---------------------- | ------------------- | ------------ | ------------ | ----------- | ----------- |  |
|                | Marcelin Berthelot élu | PCF                 | 13 050       | 43,82        | 18 132      | 100,00      |  |
|                | Henri Weber            | PS                  | 6 841        | 22,97        | Retrait     | Retrait     |  |
|                | Franck Timmermans      | FN                  | 5 108        | 17,15        |             |             |  |
|                | Pierre Pougnaud        | Divers droite (URC) | 4 784        | 16,06        |             |             |  |
|                | Fernande Tavernay      | POE                 | 0            | 0            |             |             |  |
|                |                        |                     |              |              |             |             |  |
| Inscrits       | Inscrits               | Inscrits            | 51 461       | 100,00       | 51 403      | 100,00      |  |
| Abstentions    | Abstentions            | Abstentions         | 21 149       | 41,1         | 27 671      | 53,83       |  |
| Votants        | Votants                | Votants             | 30 312       | 58,9         | 23 732      | 46,17       |  |
| Blancs et nuls | Blancs et nuls         | Blancs et nuls      | 529          | 1,75         | 5 600       | 23,6        |  |
| Exprimés       | Exprimés               | Exprimés            | 29 783       | 98,25        | 18 132      | 76,4        |  |

#### Troisième circonscription (Aubervilliers)
| Candidat       | Candidat                           | Parti             | Premier tour | Premier tour | Second tour | Second tour |  |
| Candidat       | Candidat                           | Parti             | Voix         | %            | Voix        | %           |  |
| -------------- | ---------------------------------- | ----------------- | ------------ | ------------ | ----------- | ----------- |  |
|                | Muguette Jacquaint sortante réélue | PCF               | 11 552       | 38,1         | 17 696      | 100,00      |  |
|                | François Doubin                    | MRG (PS)          | 7 023        | 23,16        | Retrait     | Retrait     |  |
|                | Claude Patin                       | UDF (PR) (URC)    | 5 428        | 17,9         |             |             |  |
|                | François Avon                      | FN                | 4 822        | 15,9         |             |             |  |
|                | Henri Poustilnik                   | Divers écologiste | 1 056        | 3,48         |             |             |  |
|                | René Bonilauri                     | Divers droite     | 440          | 1,45         |             |             |  |
|                | Lysiane Tellier                    | POE               | 0            | 0            |             |             |  |
|                |                                    |                   |              |              |             |             |  |
| Inscrits       | Inscrits                           | Inscrits          | 52 641       | 100,00       | 52 641      | 100,00      |  |
| Abstentions    | Abstentions                        | Abstentions       | 21 934       | 41,67        | 28 526      | 54,19       |  |
| Votants        | Votants                            | Votants           | 30 707       | 58,33        | 24 115      | 45,81       |  |
| Blancs et nuls | Blancs et nuls                     | Blancs et nuls    | 386          | 1,26         | 6 419       | 26,62       |  |
| Exprimés       | Exprimés                           | Exprimés          | 30 321       | 98,74        | 17 696      | 73,38       |  |

#### Quatrième circonscription (Stains)
| Candidat       | Candidat               | Parti             | Premier tour | Premier tour | Second tour | Second tour |  |
| Candidat       | Candidat               | Parti             | Voix         | %            | Voix        | %           |  |
| -------------- | ---------------------- | ----------------- | ------------ | ------------ | ----------- | ----------- |  |
|                | Louis Pierna élu       | PCF               | 9 942        | 36,88        | 15 635      | 100,00      |  |
|                | Gérard Fuchs sortant   | PS                | 6 280        | 23,3         | Retrait     | Retrait     |  |
|                | Jean-Claude Boussaguet | RPR (URC)         | 4 792        | 17,78        |             |             |  |
|                | Yves Baudouin          | FN                | 4 580        | 16,99        |             |             |  |
|                | Martine Martin         | Divers écologiste | 1 073        | 3,98         |             |             |  |
|                | René Legrand           | Extrême gauche    | 291          | 1,08         |             |             |  |
|                | Marie-Josèphe Morange  | POE               | 0            | 0            |             |             |  |
|                |                        |                   |              |              |             |             |  |
| Inscrits       | Inscrits               | Inscrits          | 46 927       | 100,00       | 46 871      | 100,00      |  |
| Abstentions    | Abstentions            | Abstentions       | 19 602       | 41,77        | 25 069      | 53,49       |  |
| Votants        | Votants                | Votants           | 27 325       | 58,23        | 21 802      | 46,51       |  |
| Blancs et nuls | Blancs et nuls         | Blancs et nuls    | 367          | 1,34         | 6 167       | 28,29       |  |
| Exprimés       | Exprimés               | Exprimés          | 26 958       | 98,66        | 15 635      | 71,71       |  |

#### Cinquième circonscription (Bobigny)
| Candidat       | Candidat                          | Parti             | Premier tour | Premier tour | Second tour | Second tour |  |
| Candidat       | Candidat                          | Parti             | Voix         | %            | Voix        | %           |  |
| -------------- | --------------------------------- | ----------------- | ------------ | ------------ | ----------- | ----------- |  |
|                | Jean-Claude Gayssot sortant réélu | PCF               | 14 142       | 42,79        | 20 491      | 100,00      |  |
|                | Jean-Louis Auzan                  | PS                | 6 674        | 20,19        | Retrait     | Retrait     |  |
|                | Gérald Gimié                      | UDF (PSD)         | 5 365        | 16,23        |             |             |  |
|                | Claude Briard                     | FN                | 5 232        | 15,83        |             |             |  |
|                | Gérard Spacagna                   | Divers écologiste | 1 214        | 3,67         |             |             |  |
|                | Didier Monfront                   | Divers droite     | 296          | 0,9          |             |             |  |
|                | Guy Pirod                         | POE               | 96           | 0,29         |             |             |  |
|                | Alain Challant-Régis              | Divers écologiste | 31           | 0,09         |             |             |  |
|                |                                   |                   |              |              |             |             |  |
| Inscrits       | Inscrits                          | Inscrits          | 57 492       | 100,00       | 57 480      | 100,00      |  |
| Abstentions    | Abstentions                       | Abstentions       | 24 007       | 41,76        | 30 181      | 52,51       |  |
| Votants        | Votants                           | Votants           | 33 485       | 58,24        | 27 299      | 47,49       |  |
| Blancs et nuls | Blancs et nuls                    | Blancs et nuls    | 435          | 1,3          | 6 808       | 24,94       |  |
| Exprimés       | Exprimés                          | Exprimés          | 33 050       | 98,7         | 20 491      | 75,06       |  |

#### Sixième circonscription (Pantin)
| Candidat       | Candidat                       | Parti             | Premier tour | Premier tour | Second tour | Second tour |  |
| Candidat       | Candidat                       | Parti             | Voix         | %            | Voix        | %           |  |
| -------------- | ------------------------------ | ----------------- | ------------ | ------------ | ----------- | ----------- |  |
|                | Claude Bartolone sortant réélu | PS                | 12 157       | 34,27        | 21 225      | 59,81       |  |
|                | Jean-Jack Salles sortant       | UDF (CDS) (URC)   | 8 923        | 25,16        | 14 262      | 40,19       |  |
|                | Daniel Mongeau                 | PCF               | 7 440        | 20,98        | Retrait     | Retrait     |  |
|                | André Besnard                  | FN                | 5 342        | 15,06        |             |             |  |
|                | Alain Lipietz                  | Divers écologiste | 1 480        | 4,17         |             |             |  |
|                | Jean-Michel Morel              | Divers            | 128          | 0,36         |             |             |  |
|                | Antoinette Rimbeau             | POE               | 0            | 0            |             |             |  |
|                |                                |                   |              |              |             |             |  |
| Inscrits       | Inscrits                       | Inscrits          | 59 353       | 100,00       | 59 315      | 100,00      |  |
| Abstentions    | Abstentions                    | Abstentions       | 23 455       | 39,52        | 22 625      | 38,14       |  |
| Votants        | Votants                        | Votants           | 35 898       | 60,48        | 36 690      | 61,86       |  |
| Blancs et nuls | Blancs et nuls                 | Blancs et nuls    | 428          | 1,19         | 1 203       | 3,28        |  |
| Exprimés       | Exprimés                       | Exprimés          | 35 470       | 98,81        | 35 487      | 96,72       |  |

#### Septième circonscription (Montreuil)
| Candidat       | Candidat              | Parti             | Premier tour | Premier tour | Second tour | Second tour |  |
| Candidat       | Candidat              | Parti             | Voix         | %            | Voix        | %           |  |
| -------------- | --------------------- | ----------------- | ------------ | ------------ | ----------- | ----------- |  |
|                | Jean-Pierre Brard élu | PCF               | 10 867       | 37,84        | 18 280      | 63,64       |  |
|                | Marc Gaulin           | RPR (URC)         | 5 719        | 19,91        | 10 446      | 36,36       |  |
|                | Daniel Cholley        | PS                | 5 701        | 19,85        |             |             |  |
|                | Jean-Michel Dubois    | FN                | 4 160        | 14,48        |             |             |  |
|                | Paulette Cauvin       | Divers écologiste | 1 116        | 3,89         |             |             |  |
|                | Véronique Decker      | Extrême gauche    | 398          | 1,39         |             |             |  |
|                | Claude Samuel         | Divers droite     | 305          | 1,06         |             |             |  |
|                | Robert Menu           | Divers droite     | 278          | 0,97         |             |             |  |
|                | Guy Cailleau          | Divers droite     | 128          | 0,45         |             |             |  |
|                | Yasmina Baha          | POE               | 49           | 0,17         |             |             |  |
|                |                       |                   |              |              |             |             |  |
| Inscrits       | Inscrits              | Inscrits          | 50 767       | 100,00       | 50 756      | 100,00      |  |
| Abstentions    | Abstentions           | Abstentions       | 21 735       | 42,81        | 20 967      | 41,31       |  |
| Votants        | Votants               | Votants           | 29 032       | 57,19        | 29 789      | 58,69       |  |
| Blancs et nuls | Blancs et nuls        | Blancs et nuls    | 311          | 1,07         | 1 063       | 3,57        |  |
| Exprimés       | Exprimés              | Exprimés          | 28 721       | 98,93        | 28 726      | 96,43       |  |

#### Huitième circonscription (Gagny)
| Candidat       | Candidat                      | Parti          | Premier tour | Premier tour | Second tour | Second tour |  |
| Candidat       | Candidat                      | Parti          | Voix         | %            | Voix        | %           |  |
| -------------- | ----------------------------- | -------------- | ------------ | ------------ | ----------- | ----------- |  |
|                | Robert Pandraud sortant réélu | RPR (URC)      | 14 871       | 39,57        | 20 918      | 51,93       |  |
|                | André Noël                    | PS             | 12 007       | 31,95        | 19 362      | 48,07       |  |
|                | Roger Daviet                  | PCF            | 5 464        | 14,54        |             |             |  |
|                | Martial Bild                  | FN             | 4 943        | 13,15        |             |             |  |
|                | Jean-Claude Serbource         | Divers droite  | 300          | 0,8          |             |             |  |
|                | Éric Llorca                   | POE            | 1            | 0            |             |             |  |
|                |                               |                |              |              |             |             |  |
| Inscrits       | Inscrits                      | Inscrits       | 61 772       | 100,00       | 61 771      | 100,00      |  |
| Abstentions    | Abstentions                   | Abstentions    | 23 580       | 38,17        | 20 574      | 33,31       |  |
| Votants        | Votants                       | Votants        | 38 192       | 61,83        | 41 197      | 66,69       |  |
| Blancs et nuls | Blancs et nuls                | Blancs et nuls | 606          | 1,59         | 917         | 2,23        |  |
| Exprimés       | Exprimés                      | Exprimés       | 37 586       | 98,41        | 40 280      | 97,77       |  |

#### Neuvième circonscription (Bondy)
| Candidat       | Candidat                          | Parti          | Premier tour | Premier tour | Second tour | Second tour |  |
| Candidat       | Candidat                          | Parti          | Voix         | %            | Voix        | %           |  |
| -------------- | --------------------------------- | -------------- | ------------ | ------------ | ----------- | ----------- |  |
|                | Véronique Neiertz sortante réélue | PS             | 12 116       | 35,12        | 19 200      | 100,00      |  |
|                | Roger Gouhier                     | PCF            | 8 727        | 25,30        | Retrait     | Retrait     |  |
|                | Jean-Jacques Ladel                | UDF (PR) (URC) | 6 053        | 17,55        |             |             |  |
|                | Pierre Dufour                     | FN             | 5 867        | 17,01        |             |             |  |
|                | Christiane Calais                 | diss. UDF      | 1 735        | 5,03         |             |             |  |
|                |                                   |                |              |              |             |             |  |
| Inscrits       | Inscrits                          | Inscrits       | 60 255       | 100,00       | 60 255      | 100,00      |  |
| Abstentions    | Abstentions                       | Abstentions    | 25 234       | 41,88        | 33 239      | 55,16       |  |
| Votants        | Votants                           | Votants        | 35 021       | 58,12        | 27 016      | 44,84       |  |
| Blancs et nuls | Blancs et nuls                    | Blancs et nuls | 523          | 1,49         | 7 816       | 28,93       |  |
| Exprimés       | Exprimés                          | Exprimés       | 34 498       | 98,51        | 19 200      | 71,07       |  |

#### Dixième circonscription (Aulnay-sous-Bois)
| Candidat       | Candidat                  | Parti          | Premier tour | Premier tour | Second tour | Second tour |  |
| Candidat       | Candidat                  | Parti          | Voix         | %            | Voix        | %           |  |
| -------------- | ------------------------- | -------------- | ------------ | ------------ | ----------- | ----------- |  |
|                | Jean-Claude Abrioux       | RPR (URC)      | 10 619       | 34,99        | 15 837      | 48,81       |  |
|                | Jacques Delhy élu         | PS             | 8 581        | 28,27        | 16 609      | 51,19       |  |
|                | Pierre Thomas             | PCF            | 5 904        | 19,45        |             |             |  |
|                | François Bachelot sortant | FN             | 5 038        | 16,6         |             |             |  |
|                | Manuel Gimenez            | Extrême gauche | 207          | 0,68         |             |             |  |
|                | Serge Cantoni             | diss. RPR      | 4            | 0,01         |             |             |  |
|                |                           |                |              |              |             |             |  |
| Inscrits       | Inscrits                  | Inscrits       | 51 386       | 100,00       | 51 383      | 100,00      |  |
| Abstentions    | Abstentions               | Abstentions    | 20 581       | 40,05        | 18 098      | 35,22       |  |
| Votants        | Votants                   | Votants        | 30 805       | 59,95        | 33 285      | 64,78       |  |
| Blancs et nuls | Blancs et nuls            | Blancs et nuls | 452          | 1,47         | 839         | 2,52        |  |
| Exprimés       | Exprimés                  | Exprimés       | 30 353       | 98,53        | 32 446      | 97,48       |  |

#### Onzième circonscription (Sevran)
| Candidat       | Candidat                      | Parti          | Premier tour | Premier tour | Second tour | Second tour |  |
| Candidat       | Candidat                      | Parti          | Voix         | %            | Voix        | %           |  |
| -------------- | ----------------------------- | -------------- | ------------ | ------------ | ----------- | ----------- |  |
|                | François Asensi sortant réélu | PCF            | 9 044        | 29,68        | 15 441      | 100,00      |  |
|                | Robert Dray                   | PS             | 9 027        | 29,62        | Retrait     | Retrait     |  |
|                | Roger Holeindre sortant       | FN             | 5 256        | 17,25        |             |             |  |
|                | Gérard Sauvagnat              | diss. UDF      | 5 051        | 16,57        |             |             |  |
|                | Claude Bravet                 | UDF (URC)      | 2 096        | 6,88         |             |             |  |
|                |                               |                |              |              |             |             |  |
| Inscrits       | Inscrits                      | Inscrits       | 52 271       | 100,00       | 52 270      | 100,00      |  |
| Abstentions    | Abstentions                   | Abstentions    | 21 273       | 40,7         | 29 719      | 56,86       |  |
| Votants        | Votants                       | Votants        | 30 998       | 59,3         | 22 551      | 43,14       |  |
| Blancs et nuls | Blancs et nuls                | Blancs et nuls | 524          | 1,69         | 7 110       | 31,53       |  |
| Exprimés       | Exprimés                      | Exprimés       | 30 474       | 98,31        | 15 441      | 68,47       |  |

#### Douzième circonscription (Le Raincy)
| Candidat       | Candidat                  | Parti          | Premier tour | Premier tour | Second tour | Second tour |  |
| Candidat       | Candidat                  | Parti          | Voix         | %            | Voix        | %           |  |
| -------------- | ------------------------- | -------------- | ------------ | ------------ | ----------- | ----------- |  |
|                | Éric Raoult sortant réélu | RPR (URC)      | 13 238       | 36,66        | 19 985      | 52,19       |  |
|                | Isabelle Thomas           | PS             | 11 063       | 30,63        | 18 309      | 47,81       |  |
|                | Geneviève Delzant         | FN             | 5 549        | 15,36        |             |             |  |
|                | André Dechamps            | PCF            | 5 158        | 14,28        |             |             |  |
|                | Valérie Stano             | Divers droite  | 651          | 1,8          |             |             |  |
|                | Édouard Gros-Dubois       | Divers droite  | 174          | 0,48         |             |             |  |
|                | Dominique Plée            | POE            | 163          | 0,45         |             |             |  |
|                | Kamel Kabtane             | Divers droite  | 119          | 0,33         |             |             |  |
|                |                           |                |              |              |             |             |  |
| Inscrits       | Inscrits                  | Inscrits       | 59 059       | 100,00       | 59 046      | 100,00      |  |
| Abstentions    | Abstentions               | Abstentions    | 22 204       | 37,6         | 19 405      | 32,86       |  |
| Votants        | Votants                   | Votants        | 36 855       | 62,4         | 39 641      | 67,14       |  |
| Blancs et nuls | Blancs et nuls            | Blancs et nuls | 740          | 2,01         | 1 347       | 3,4         |  |
| Exprimés       | Exprimés                  | Exprimés       | 36 115       | 97,99        | 38 294      | 96,6        |  |

#### Treizième circonscription (Noisy-le-Grand)
| Candidat       | Candidat                     | Parti          | Premier tour | Premier tour | Second tour | Second tour |  |
| Candidat       | Candidat                     | Parti          | Voix         | %            | Voix        | %           |  |
| -------------- | ---------------------------- | -------------- | ------------ | ------------ | ----------- | ----------- |  |
|                | Jacques Mahéas sortant réélu | PS             | 13 800       | 41,41        | 19 172      | 53,52       |  |
|                | Christian Demuynck sortant   | RPR (URC)      | 11 461       | 34,39        | 16 653      | 46,48       |  |
|                | Sylvie Soudet                | FN             | 4 463        | 13,39        |             |             |  |
|                | Jean Garcia                  | PCF            | 3 330        | 9,99         |             |             |  |
|                | Joseph Salep                 | Extrême gauche | 272          | 0,82         |             |             |  |
|                |                              |                |              |              |             |             |  |
| Inscrits       | Inscrits                     | Inscrits       | 54 693       | 100,00       | 54 676      | 100,00      |  |
| Abstentions    | Abstentions                  | Abstentions    | 20 870       | 38,16        | 18 023      | 32,96       |  |
| Votants        | Votants                      | Votants        | 33 823       | 61,84        | 36 653      | 67,04       |  |
| Blancs et nuls | Blancs et nuls               | Blancs et nuls | 497          | 1,47         | 828         | 2,26        |  |
| Exprimés       | Exprimés                     | Exprimés       | 33 326       | 98,53        | 35 825      | 97,74       |  |